# General Catalogue of Variable Stars
De General Catalogue of Variable Stars (GCVS) is een stercatalogus voor variabele sterren. De eerste editie van deze catalogus werd in 1948 samengesteld door B.V. Kukarkin en P.P. Parenago en gepubliceerd door de Russische Academie van Wetenschappen en bevatte 10.820 variabele sterren. De tweede en derde editie van de stercatalogus werden gepubliceerd in 1958 en 1968. De vierde editie, bestaande uit drie volumes, werd gepubliceerd in 1985-1987. Deze editie omvatte een totaal aantal van 28.435 sterren. De vierde en vijfde editie werd respectievelijk uitgegeven in 1990 en 1995. De laatste editie uit 2021 (GCVS v5.1) bevat 58.035 sterren. 
De meest recente versie van de catalogus is beschikbaar op de website van de GCVS. Hierin zijn sterren opgenomen die te laat zijn ontdekt om ook in de papieren editie vermeld te kunnen worden. 